# ریچارد الفیری
ریچارد الفیری (انگلیسی: Richard Alfieri؛ زادهٔ ۹ آوریل ۱۹۴۸) یک فیلم‌نامه‌نویس، و رمان‌نویس اهل ایالات متحده آمریکا است.